# History: America's Greatest Hits
History: America's Greatest Hits è un album di raccolta del gruppo musicale statunitense America, pubblicato nel 1975.

## Tracce
Side 1
1. A Horse with No Name (Dewey Bunnell) – 4:10
2. I Need You (Gerry Beckley) – 3:04
3. Sandman (Dewey Bunnell) – 4:08
4. Ventura Highway (Dewey Bunnell) – 3:22
5. Don't Cross the River (Dan Peek) – 2:30
6. Only in Your Heart (Gerry Beckley) – 3:16

Side 2
1. Muskrat Love (Willis Alan Ramsey) – 3:02
2. Tin Man (Dewey Bunnell) – 3:25
3. Lonely People (Catherine Peek, Dan Peek) – 2:27
4. Sister Golden Hair (Gerry Beckley) – 3:16
5. Daisy Jane (Gerry Beckley) – 3:07
6. Woman Tonight (Dan Peek) – 2:19